# Antonín Bořek-Dohalský
Antonín Bořek-Dohalský z Dohalic (23. října 1889 Přívozec u Domažlic – 3. září 1942 Auschwitz) byl český šlechtic a katolický kněz, arcibiskupský kancléř a kanovník svatovítské kapituly (obojí od 1931), člen protinacistického odboje a oběť nacistického teroru.

## Život
Pocházel ze starého českého hraběcího rodu Bořků z Dohalic. Jeho rodiči byli František Karel Bořek-Dohalský (1843–1925) a Ludovika, rozená d’Hoop (1863–1920). Teologii vystudoval na Collegio Urbano de Propaganda fide v Římě, na kněze byl vysvěcen v roce 1912. Od roku 1937 byl prelátem Vojenského a špitálního řádu sv. Lazara Jeruzalémského.

### Německá okupace
Msgre. Bořek-Dohalský se netajil nepřátelským postojem k nacismu, v roce 1938 podepsal prohlášení české a moravské šlechty o věrnosti republice, po okupaci vypomáhal protinacistickému odboji, především ukrýváním a zásobováním jeho příslušníků.
Po smrti kardinála Karla Kašpara byl považován za jeho možného nástupce, což ještě posílilo jeho nepřátelství s německými pronacistickými exponenty v pražské arcidiecézi, Josefem Grünerem a Franzem Bobem, kteří doufali, že stoupající moc Třetí říše nakonec přinutí Svatý stolec jmenovat někoho z nich.
Zatčen byl 5. června 1942 během mše, kterou sloužil v Ústavu pro slepé dívky sester františkánek na Kampě, předpokládá se, že na žádost či udání Bobeho. Nějakou dobu byl vězněn s bratrem Františkem v koncentračním táboře v Terezíně a poté byl deportován do koncentračního tábora Osvětim, kde krátce po příjezdu zemřel v důsledku nelidského zacházení; podle jednoho svědectví byl ubit, podle jiného byl zastřelen při práci v bažinách.

## Galerie

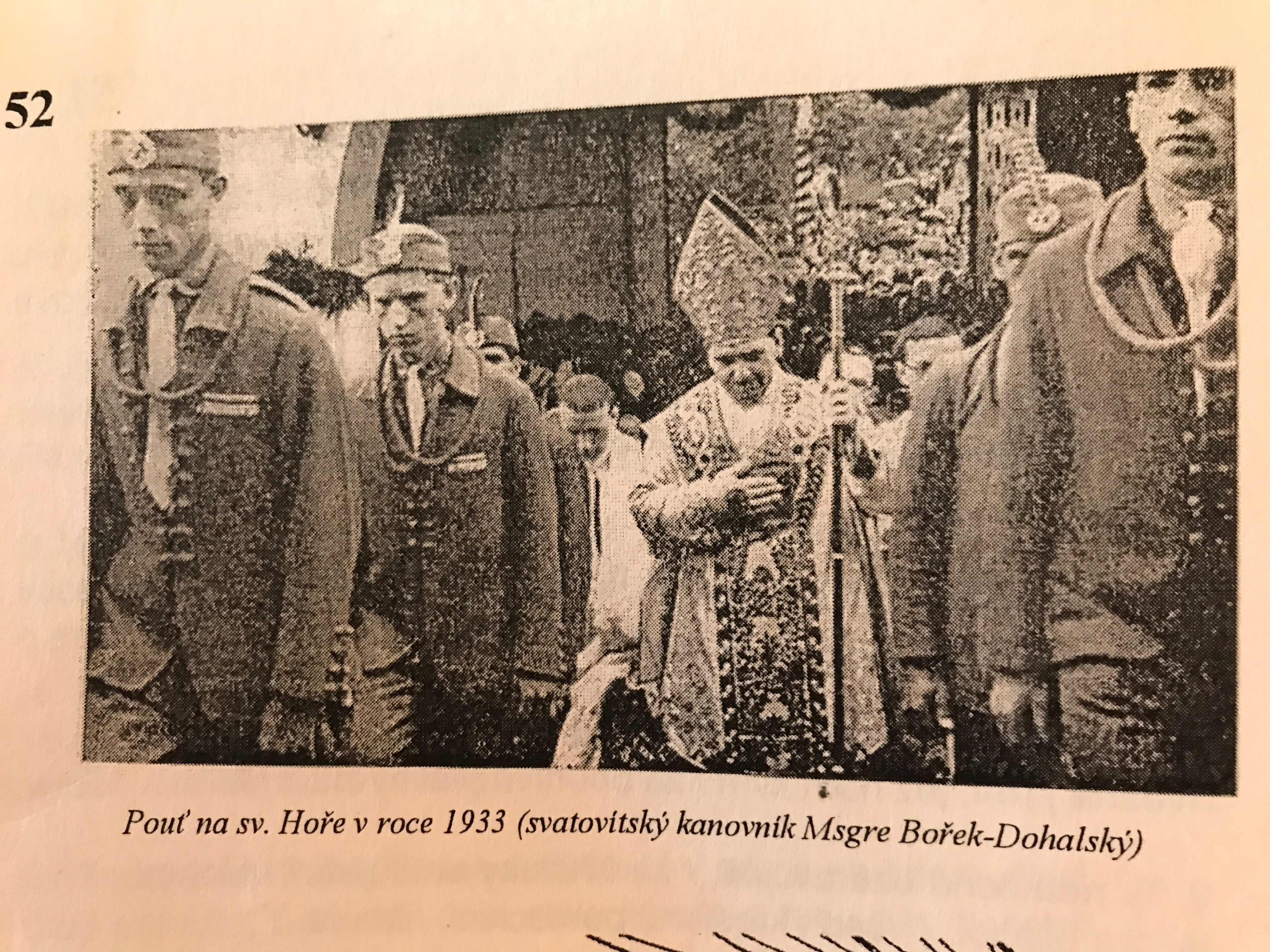
Mons. Bořek-Dohalský během poutní bohoslužby na Svaté Hoře v roce 1933
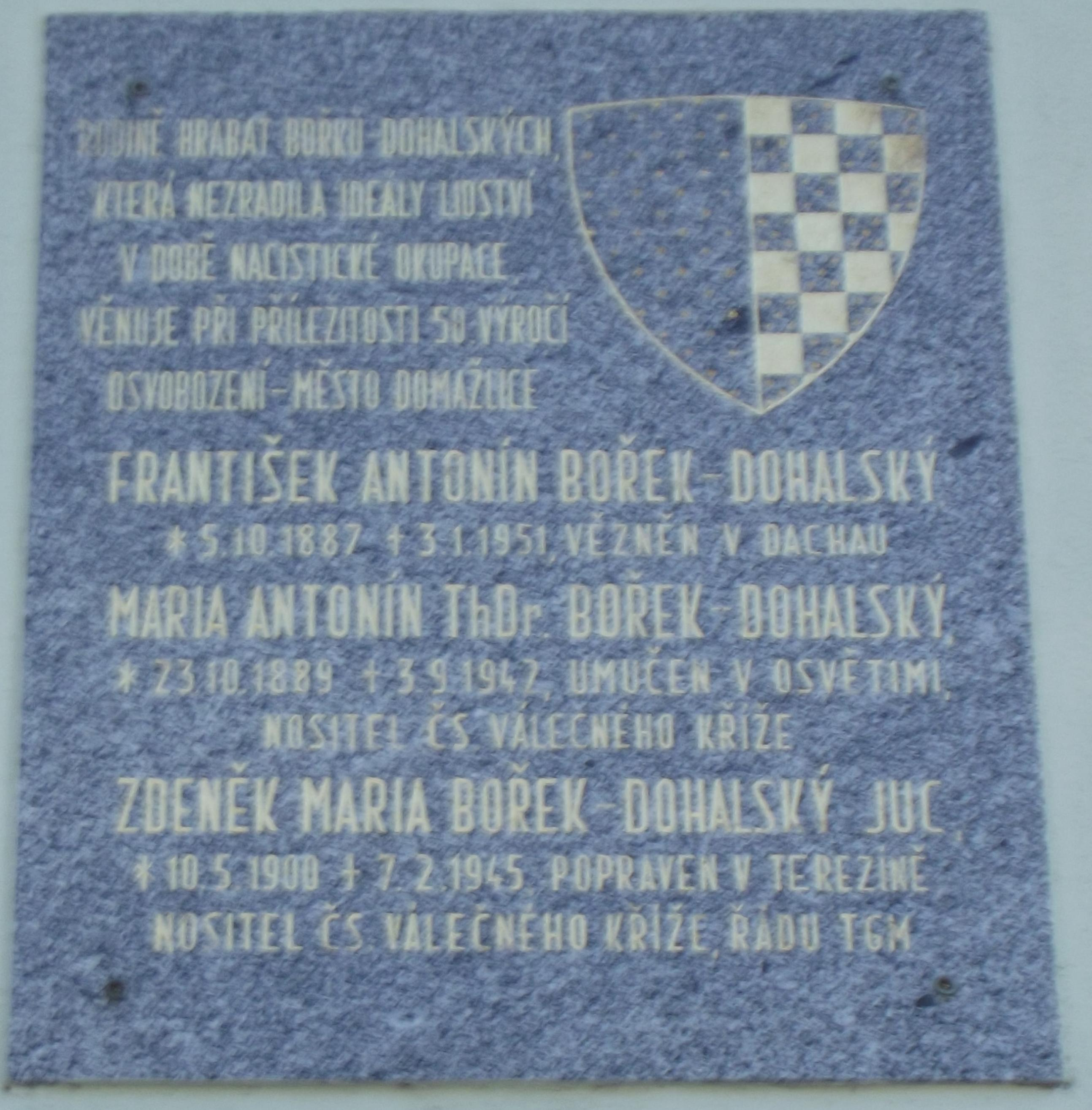
Památeční deska z Domažlic